# Stade de France
Stade de France este cel mai mare stadion din Franța, cu 80.000 de locuri pentru spectatori și facilități deosebite pentru transmiterea televizată a evenimentelor organizate aici. Este situat în lunca Senei, în cartierul Saint-Denis (Seine-Saint-Denis), în nordul Parisului. A fost construit pentru a găzdui finala Campionatului Mondial de Fotbal din 1998, fiind inaugurat pe 28 ianuarie 1998, când s-a jucat partida de fotbal Franța-Spania, amical de antrenament pentru același campionat. Stadionul poate găzdui și partide de rugby sau întreceri de atletism (aceste piste fiind în timp adaptate și pentru întreceri auto), precum și manifestări cultural-artistice: concerte, spectacole de mare amploare, etc.
Aici s-au jucat două finale ale Ligii Campionilor, în 2000 Real Madrid C.F. vs Valencia, 3-0, și în 2006 FC Barcelona vs Arsenal F.C., 2-1, și în 2022 Real Madrid C.F vs Liverpool FC,1-0.